# 983. grenadirski polk (Wehrmacht)
983. grenadirski polk (izvirno nemško 983. Grenadier-Regiment; kratica 983. GR) je bil pehotni polk Heera v času druge svetovne vojne.

## Zgodovina
Polk je bil ustanovljen 11. decembra 1943 v zahodni Franciji in dodeljen 275. pehotni diviziji; decembra 1944 je bil polk razpuščen med bitko za Aachen.
Ponovno je bil ustanovljen 21. decembra 1944.